# Habitatge a la rambla Recolons, 24 (Caldes de Malavella)
L'edifici situat a la Rambla Recolons, 24 de Caldes de Malavella (Selva) és una construcció inclosa en l'Inventari del Patrimoni Arquitectònic de Catalunya. És una casa aïllada fent xanfrà entre la Rambla Recolons i el carrer Verdaguer, al nucli urbà de Caldes de Malavella, de planta rectangular i composta de planta baixa i pis.

## Descripció
La façana principal (a la rambla), està dividida en tres cossos verticals separats per cadenes arrebossades imitant pedra. Diposa d'un soterrani que ocupa tota la planta, no habitable, que funciona com a camara d'aire, on es poden veure les columnes de sustentació de la planta, construïda en típica volta catalana. A la planta baixa, porta d'entrada al centre, flanquejada per dues finestres. Totes les obertures són en arc de llinda. L'àmpit de les finestres, de ceràmica vidriada, coincideix amb la línia superior del sòcol. Una ample cornissa separa la planta baixa del pis, on hi ha tres finestres en arc de llinda. Sota la cornissa hi ha respiralls.
Tres frontons en arc de mig punt rebaixat rematen la façana principal. El central té una decoració que fa pensar en un sol ponent-se o eixint. Aquest remat superior és de formes de ressò modernista. La façana lateral, a la planta baixa té quatre finestres (una de les quals està tapada), amb arc de llinda. La línia superior del sòcol coincideix novament, igual que a la façana principal, amb l'ampit de les finestres.
Una cornissa ampla, que continua de la façana principal, separa la planta baixa del pis. Sota la cornissa hi ha respiralls. El pis queda rematat per un frontó triangular, amb dues finestres. Aquest amaga el taulat a doble vessant. Dos frontons petit en arc rebaixat flanquegen el frontó. Coronant el frontó, una mena de frontó petit en arc de mig punt i amb un relleu de ressò modernista. A totes les façanes destaca la línia corba (clarament modenista) que fa la decoració de la façana.

## Història
La Rambla Recolons, promoguda per Bartolomé Recolons, és un dels passejos que es construïren a Caldes durant les primeres dècades del segle xx, per satisfer els estiuejants que anaven a la població a "prendre les aigües".
L'estiueig de la segona meitat del segle xix i principis del segle XX tenia un caràcter elitista, ja que es limitava als sectors benestants de la societat. Anava lligat a pràctiques curatives i també començava a ser una activitat de lleure. La millora en els mitjans de transport va contribuir a consolidar els nuclis d'estiueig cosa que tingué un fort impacte en l'urbanisme i l'economia dels pobles amb aigües termals. A Caldes de Malavella es construeixen gran nombre de cases, torres i xalets sobretot a l'entorn de la Rambla Recolons i de la que s'anomenà Colònia de la Granja. En aquest moment també es van adequar diverses zones de passeig, places i parcs.